# Helga Vlahović
Helga Vlahović (Zagreb, 28 de enero de 1945 – 27 de febrero de 2012) fue un periodista, productor y personalidad televisiva, cuya carrera se extiende durante cinco décadas en la Yugoslavia y Croacia. Fue una de las presentadoras más conocidas de la televisión de la década de los 80. A lo largo de su carrera, fue acreditada como Helga Vlahović Pea y Helga Vlahović Brnobić en las ocasiones en la que estaba casada.

## Biografía
Hija de un húngaro, Kalman Vlahovics (o Vlahovicz), y una madre austríaca, Vera, Helga creció hablando alemán con su madre mientras estudiaba inglés.
Vlahović comenzó a trabajar en la Zagreb Radio y Television (parte de la Radio Televisión Yugoslava) en 1964, mientras estudiaba alemán, inglés e historia del arte en la Universidad de Zagreb. En 1966, se convirtió en la presentadora de diferentes programas de entretenimiento y musicales, poniéndola a cargo de programas tan populares como "TV Magazin". En 1968, fue seleccionada para presentar el Festival Internacional de la Canción de Sopot en Polonia y en 1971 el festival de Scheveningen, Países Bajos. Luego fue puesta a cargo del programa de entrevistas matutino Good Day, Yugoslavia en 1972 y en el programa de variedades, Svjetla pozornice en 1977 y 1978. De 1978a 1980, organizó la Jadranski susreti (Reunión Adriática, la versión yugoslava de Jeux Sans Frontières).
En 1984 y 1988, Vlahović organizzó Beč pozdravlja Zagreb, Zagreb pozdravlja Beč (Viena saluda a Zagreb, Zagreb saluda a Viena) y Dubrovnik-Stuttgart, musical y series de cuadernos de viaje emitidas entre JRT, ORF y ARD, respectivamente, orientando a yugoslavos que querían volver a casa pero no se podían permitirse un viaje allí. Gracias a su gran experiencia en musicales (y su profundo conocimiento del inglés), fue elegida junto a Oliver Mlakar, a presentar el Festival de la Canción de Eurovisión 1990 en Zagreb.
Con la caída de Yugoslavia en 1991 y la consecuente Guerra de Independencia de Croacia, Vlahović fue rápidamente asignada a los informativos para relatar de a guerra en el canal Televisión Croata. Fue la jefa del "programa informativo de la contienda" hasta finales de la guerra en 1995. En 1996, Comenzó su propia serie de televisión, Govorimo o zdravlju (Hablemos de la salud), donde trataba temas de salud. Vlahović officialmente se retiró en 2006, aunque estuvo ligada a la televisión hasta el 1 de enero de 2012.
En 2009 Vlahović se le diagnosticó cáncer. A principios de 2012 se informó que su condición había empeorado y fue hospitalizada. Murió el 27 de febrero de 2012, a los 67 años de edad.

## Vida personal
Vlahović tuvo dos hijas, Renee Pea (nacida en 1975), del fruto de su realición durante diez años con Franc Pea, y Karla Brnobić (nacida en 1982), de su matrimoni con el neocirujano Miljenko Brnobić, que murió en 1997.